# Carl Gustaf Mannerheim
Baron Carl Gustaf Emil Mannerheim (født 4. juni 1867 i Askainen, Finland, død 27. januar 1951 i Lausanne, Schweiz) regnes for Finlands største officer og statsmand.
Mannerheim tilhørte en indflydelsesrig finlandssvensk adelsslægt, men blev som 14-årig forældreløs. Før Finlands selvstændighed havde han en omfattende militær karriere i den russiske hær og som opdagelsesrejsende i Sibirien. Han blev verdenskendt for sin sejrrige eller forsvarende indsats i Den finske borgerkrig (1918) og i Vinterkrigen (1939-1940) og Fortsættelseskrigen (1941-1945). Mannerheim er således den eneste i verdenshistorien, som har ledet tre krige mod Sovjetunionen uden at blive besejret. Han fungerede som finsk rigsforstander 1918-19, hvor han var en af hovedkræfterne bag den republikanske forfatning, og som landets præsident 1944-46. I Mellemkrigstiden udførte han et omfattende diplomatisk arbejde for anerkendelsen af Finlands selvstændighed og nordiske orientering; han var desuden formand for finsk Røde Kors og grundlægger af Mannerheims børnebeskyttelsesforbund. Mannerheim har som den eneste haft den militære rang marskal af Finland. Han tog i 1918 initiativ til stiftelsen af Frihedskorsets orden for militær indsats under borgerkrigen. Efter 2. verdenskrig tildelte han som præsident ordenen kollektivt til Finlands mødre. Mannerheims bekendtgørelse om dette hænger i alle Finlands kirker. Finlands højeste militære udmærkelse, Mannerheimsridderordenen, er opkaldt efter ham. Mannerheim modtog i 1919 den danske elefantorden.